# Hugo Kraas

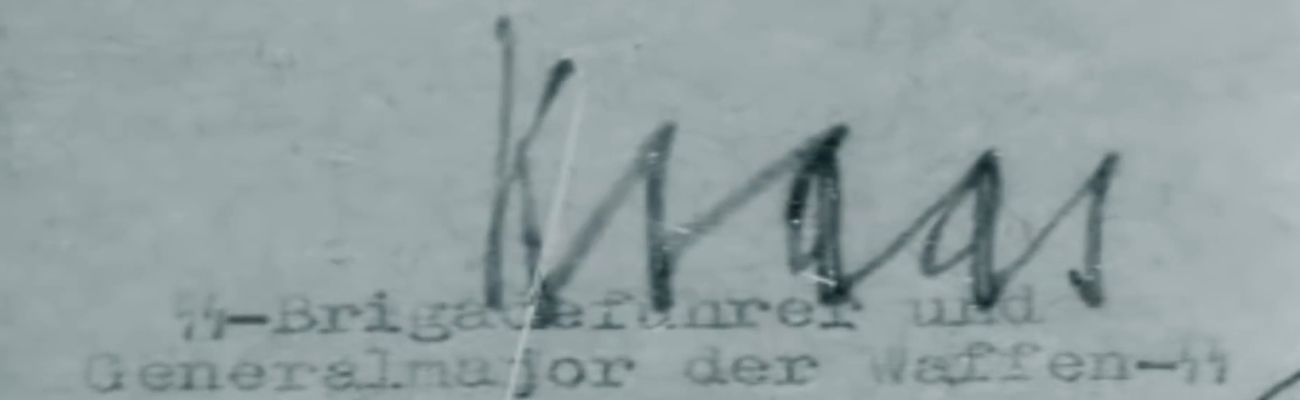
„SS-Brigadeführer und Generalmajor der Waffen-SS“ Kraas – Unterschrift auf der Beförderungsurkunde des SS-Obersturmbannführers Walter Krüger, 1945.

Hugo Kraas (* 25. Januar 1911 in Witten; † 20. Februar 1980 in Selk) war ein deutscher SS-Brigadeführer und Generalmajor der Waffen-SS, Regimentskommandeur der Leibstandarte Adolf Hitler und ab 15. November 1944 der letzte Kommandeur der 12. SS-Panzer-Division „Hitlerjugend“. Er wurde 1952 Geschäftsführer des Bezirksverbands der FDP Nordrhein-Westfalen in Düsseldorf und leitete von 1969 bis zu seinem Tod 1980 ein Kinderkurheim in Sankt Peter-Ording.

## Leben
Kraas war der älteste von sechs Söhnen des Hauptlehrers Franz Albert Kraas († März 1933) und dessen Ehefrau Maria Christine, geborene Korte, und wuchs in Scharfenberg (Brilon) auf. Nachdem Hugo Kraas im Februar 1933 sein Abitur an der Aufbauschule Rüthen bestanden hatte, begann er ein Lehramtsstudium an der Hochschule für Lehrerbildung in Kiel, das er aus finanziellen Gründen jedoch nach kurzer Zeit wieder aufgab.
Zum 1. Mai 1933 trat Kraas der NSDAP (Mitgliedsnummer 2.204.561), am 1. Oktober 1933 auch der SA bei, der er bis zum 20. April 1935 angehörte. Kraas meldete sich 1935 freiwillig zur Wehrmacht und begann am 1. Juli 1935 seinen Dienst als Offiziersanwärter in der 10. Kompanie des Infanterieregiments 6. Bereits am 30. September 1935 wurde er in die Reserve entlassen. Am 15. Oktober 1935 trat Kraas in die SS-Verfügungstruppe ein (SS-Nummer 289.633) und kam als SS-Rottenführer in das I./SS-VT-„Germania“ in Hamburg-Veddel. Kraas besuchte den 4. „Junkerlehrgang“ der SS-Junkerschule Braunschweig vom 1. April 1937 bis zum 1. Oktober 1937 und wurde am 12. März 1938 zum SS-Untersturmführer  befördert. Bei der Annexion Österreichs am 12. April 1938 bildete er zusammen mit sieben weiteren SS-Führern den persönlichen Stab von Reichsführer SS Heinrich Himmler für dieses Unternehmen. Ab 1. April 1938 gehörte er der Leibstandarte SS Adolf Hitler (LSSAH) an und wurde mit der Führung eines Zuges einer Panzerjägerkompanie betraut. Er führte diese Abteilung 1939 während der Überfalls auf Polen und erhielt das Eiserne Kreuz II. Klasse am 16. Oktober 1939.
Am 25. Oktober 1939 heiratete Kraas in Kiel Ruth Godbersen (1912–1997), eine Lehrerin und BDM-Führerin, die im Vorfeld der SS-Eheschließung ihren „jüdischen“ Vornamen in Sünne ändern ließ. Hitler ließ über seinen Adjutanten Max Wünsche einen Brief mit den besten Wünschen zur Hochzeit übermitteln; außerdem eine Sonderausgabe von Hitlers Mein Kampf mit persönlicher Widmung und 3000,- RM zur Gründung eines Haushalts.
Unter Kurt Meyer kam Kraas im November 1939 in eine Krad-Schützenkompanie der LSSAH. Der zum SS-Obersturmführer aufgestiegene Kraas nahm mit dieser Kompanie am Westfeldzug teil und wurde als erster Offizier der LSSAH mit dem Eisernen Kreuz I. Klasse ausgezeichnet. Nach der Besetzung der Niederlande und Frankreichs wurde die LSSAH vergrößert und Kraas wurde Chef der Kradschützenkompanie. Mit dieser Einheit kam er auch im Balkanfeldzug und beim Überfall auf die Sowjetunion zum Einsatz. Nach der Schlacht um Rostow wurde ihm Ende 1941 das „Deutsche Kreuz in Gold“ verliehen. Im Juni 1942 übernahm Kraas das Kommando über das I. Bataillon des SS-Panzer-Grenadier-Regiments 2. Am 20. April 1942 zum SS-Sturmbannführer befördert, „bewährte“ er sich mit seinem Bataillon bei der Einnahme von Charkow im Frühjahr 1943, wofür er am 28. März 1943 mit dem Ritterkreuz ausgezeichnet wurde. Am 2. April 1943 lud Joseph Goebbels Kraas und andere Ritterkreuzträger des SS-Panzer-Grenadier-Regiments 2 von Charkow zu einem propagandistisch inszenierten Empfang nach Berlin. Am 21. Juni 1943 zum SS-Obersturmbannführer befördert, übernahm Kraas als Nachfolger von Theodor Wisch das Kommando über das SS-Panzergrenadier-Regiment 2, mit dem er sich während des Unternehmens Zitadelle auszeichnen sollte. Anfang August 1943 wurde die 1. SS-Panzer-Division „LSSAH“ vorübergehend von der Ostfront nach Oberitalien verlegt und das 2. Regiment unter Hugo Kraas mit drei Bataillonen im Piemont stationiert, das Regimentskommando in Chivasso. Im September 1943 ermordeten Angehörige des I. Bataillons im Massaker vom Lago Maggiore 54 Juden auf der piemontesischen Seite des Lago Maggiore; es waren dies die ersten Massenmorde an Juden in Italien. Im November 1943 erfolgte die Rückverlegung der LSSAH an die Ostfront, wo Kraas' Einheit im Raum Schytomyr eingesetzt wurde. Am 24. Januar 1944 wurde Kraas mit dem Eichenlaub zum Ritterkreuz ausgezeichnet, das ihm Hitler auf dem Obersalzberg persönlich überreichte. Am 30. Januar 1944 folgte seine Beförderung zum SS-Standartenführer; kurze Zeit später porträtierte ihn NS-Fotograf Walter Frentz. Am 19. November 1944 wurde Kraas der letzte Kommandeur der 12. SS-Panzer-Division „Hitlerjugend“. Unter seiner Führung wurde die Division der 6. Panzerarmee unter SS-Oberstgruppenführer Sepp Dietrich für die Ardennenoffensive unterstellt. Die Division war an der Belagerung von Bastogne beteiligt und wurde bis zum 18. Januar 1945 wie die anderen deutschen Einheiten auf ihre jeweilige Ausgangsposition zurückgedrängt. Am 20. Januar 1945 wurde die 6. Panzerarmee nach Westungarn verlegt, um Budapest zu entsetzen. Noch am 20. April 1945 war Kraas zum SS-Brigadeführer und Generalmajor der Waffen-SS befördert worden, bevor die Division am 8. Mai 1945 vor den amerikanischen Streitkräften bei Linz kapitulierte. Kraas geriet in amerikanische Kriegsgefangenschaft und war bis September 1948 in Neu-Ulm in amerikanischer, zuletzt in Hamburg in britischer Internierungshaft.

## Entnazifizierung und Leben nach 1945
Nach seiner Entlassung aus der Internierungshaft wurde der überzeugte Nationalsozialist und ranghohe Waffen-SS-Veteran im Rahmen seiner Entnazifizierung 1949 von der Spruchkammer Hamburg lediglich als Mitläufer eingestuft; anwaltlich vertreten von Richard Behn.
Im Juni 1946 trat Kraas im Malmedy-Prozess als Zeuge der Anklage gegen Joachim Peiper auf. Kraas wurde außerdem 1954 und 1955 im Rahmen von Prozessen am Volksgericht Klagenfurt und am Militärgericht von Turin gegen einen österreichischen Kompanieführer der LSSAH, SS-Obersturmführer Gottfried Meir, wegen des Mordes an italienischen Juden im Piemont im September 1943 vernommen.
1968 wurden fünf weitere Angehörige des I. Bataillons des LSSAH-Regiments 2 vor dem Landgericht Osnabrück wegen Mordes an 22 italienischen Juden im Raum Lago Maggiore verurteilt. Zahlreiche SS-Führer, darunter Sepp Dietrich, Theodor Wisch und Hugo Kraas wurden wiederum nur als Zeugen vernommen und gaben sich als unwissend bzw. wiesen eine Verantwortung der Regiments- oder Divisionsführung für diese Kriegsverbrechen zurück. Kraas schien überdies vergessen zu haben, dass er bereits 1954 in dieser Angelegenheit vernommen worden war.
Kraas, der nach Düsseldorf gezogen war, wurde 1952 unter dem FDP-Landesvorsitzenden von Nordrhein-Westfalen Friedrich Middelhauve und dessen Mitarbeiter Wolfgang Diewerge, die den Landesverband zum Ausgangspunkt einer rechtsnationalen Sammlungsbewegung machen wollten und hierfür zahlreiche ehemalige Nationalsozialisten für die Landesgeschäftsstelle gewannen, Geschäftsführer des Bezirksverbands Düsseldorf der FDP Nordrhein-Westfalen.
Nach Recherchen von Report Mainz 2020 blieb Kraas bis zu seinem Tod ein überzeugter Nationalsozialist. So zeigte er sich 1966 bei der Beerdigung von Waffen-SS-General Sepp Dietrich in der ersten Reihe und mit seinen NS-Auszeichnungen. Er war außerdem aktives Mitglied der Hilfsgemeinschaft auf Gegenseitigkeit der Angehörigen der ehemaligen Waffen-SS (HIAG).

## Leiter eines Kinderkurheims
Von 1969 bis zu seinem Tod 1980 leitete Hugo Kraas, der keine pädagogische oder pädiatrische Ausbildung besaß, zusammen mit seiner Frau Sünne das Kinderkurheim „Seeschloß“ in Sankt Peter-Ording, Mitglied im „Verband privater Kinderheime e. V.“ Nach dem Tod von Kraas, der fünf Kinder hatte, übernahm dessen Sohn Godber Kraas (geb. 1952) die Heimleitung, die dieser bis zur Schließung 2002 ausübte.

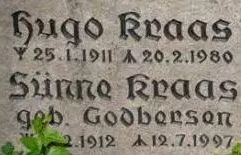
Grabstein-Inschrift mit Runen, Friedhof von Haddeby, Busdorf. 2021.

Im Zusammenhang mit Berichten über systematische Misshandlungen sogenannter Verschickungskinder in westdeutschen Kinderkurheimen der 1960er und 1970er Jahre wurde erst in jüngster Zeit öffentlich bekannt und kritisch thematisiert, dass im Falle des Heims „Seeschloß“ mit Kraas ein ehemaliger General der Waffen-SS der langjährige Leiter einer solchen Einrichtung war.
Hugo und Sünne Kraas wurden 1980/1997 auf dem Friedhof von Haddeby, Busdorf begraben. Auf ihrem gemeinsamen Grabstein ist anstatt der üblichen genealogischen Zeichen für das Geburtsdatum (*) und, in gestürzter Form, für das Sterbedatum (†) die einschlägig konnotierte Elhaz-Rune zu sehen, die vor allem bei Gräbern von SS-Angehörigen bis 1945 allgemeine Verwendung fand.
In einem 2014/15 auf drei Nummern des Scharfenberger Bürgerbriefs verteilten Artikel des Ortsheimatpflegers Wilfried Finke (1940–2018) wurde die Lebensgeschichte des „Scharfenbergers“ Hugo Kraas und seiner Brüder, von denen zwei weitere ebenfalls Karriere in der Waffen-SS machten, in Text und Bild unkritisch und ohne Quellenangaben dargestellt, wobei der Autor u. a. ausführlich aus der Privatkorrespondenz von Kraas zitiert.

## Auszeichnungen
- Medaille zur Erinnerung an den 13. März 1938
- Medaille zur Erinnerung an den 1. Oktober 1938 mit Spange Prager Burg
- Eisernes Kreuz (1939) II. Klasse am 16. Oktober 1939
- Eisernes Kreuz (1939) I. Klasse am 25. Mai 1940
- Infanteriesturmabzeichen in Bronze am 3. Oktober 1940
- Deutsches Kreuz in Gold am 26. Dezember 1941[19]
- Medaille Winterschlacht im Osten 1941/42 am 25. August 1942
- Nennung im Wehrmachtbericht am 27. Februar 1943
- Ritterkreuz des Eisernen Kreuzes mit Eichenlaub[19]
  - Ritterkreuz am 28. März 1943
  - Eichenlaub am 24. Januar 1944 (375. Verleihung)
- Verwundetenabzeichen (1939) in Silber am 15. Oktober 1944
- Nahkampfspange in Silber am 15. Oktober 1943
- SS-Totenkopfring
- Ehrendegen Reichsführer SS

## Film
- Walter Heynowski, Gerhard Scheumann: Kamerad Krüger. 94 Min., Farbe, Dokumentarfilm. DEFA-Studio für Dokumentarfilm, Berlin (DDR) 1988; Beschreibung und Langinhalt auf defa-stiftung.de.
- Ulrich Neumann / Philipp Reichert: Das Leid der Verschickungskinder – Was geschah in den Kurheimen? SWR Doku, Februar 2021; zu Hugo Kraas ab Minute 22:23.
- Thilo Eckoldt: Was ist damals passiert? Meine Kinderverschickung. NDR Unsere Geschichte, Doku, Oktober 2021; zu Hugo Kraas ab Minute 36:20.